# Uê Kédadji
Pour les articles homonymes, voir UK.
L'Uê Kédadji (UK ou Ue-K) est une coalition politique santoméenne, effective lors des élections législatives de 2002 et de 2006.
Le Parti du renouveau démocratique (en) (Partido da Renovação Democrática), l'Union nationale pour la démocratie et le progrès (en) (União Nacional para a Democracia e Progresso), la Coalition démocratique de l'opposition (Coligação Democrática da Oposição), le Parti populaire du progrès (en) (Partido Popular do Progresso) en sont membres. L'Action démocratique indépendante (ADI), affilié à la coalition en 2002, fait membre à part en 2006, année où le Parti du renouveau social (en) rejoint l'Uê Kédadji.

## Histoire
En mars 2002, peu après les élections législatives, plusieurs membres de l'Uê Kédadji sont nommés au nouveau gouvernement de Gabriel Costa puis dans le suivant, tenu par Maria das Neves à partir d'octobre de la même année.
L'ADI, le principal parti de la coalition, quitte l'Uê Kédadji dès août 2002, lorsque ses cinq députés quittent le groupe parlementaire de la coalition pour en fonder un nouveau.
Lors des élections législatives de 2010, le PRD, le PPP et le PRS se réunissent au sein d'une nouvelle coalition, la Confédération nationale démocratique – Fêssu Bassóla (CDN-FB, Confederação Democrática Nacional – Fêssu Bassóla).

## Résultats électoraux
| Année | Résultats | Résultats | Sièges | Rang |
| Année | Voix      | %         | Sièges | Rang |
| ----- | --------- | --------- | ------ | ---- |
| 2002  | 6 398     | 16,20     | 8 / 55 | 3e   |
| 2006  | 534       | 1,03      | 0 / 55 | 7e   |